# Bisdom Pozzuoli
Het bisdom Pozzuoli (Latijn: Dioecesis Puteolana; Italiaans: Diocesi di Pozzuoli) is een in Italië gelegen rooms-katholiek bisdom met zetel in de stad Pozzuoli onderdeel van de metropolitane stad Napels. Het bisdom behoort tot de kerkprovincie Napels, en is, samen met de aartsbisdommen Capua en Sorrento-Castellammare di Stabia, de bisdommen Acerra, Alife-Caiazzo, Aversa, Caserta, Ischia, Nola, Sessa Aurunca en Teano-Calvi en de territoriale prelatuur Pompeï, suffragaan aan het aartsbisdom Napels.

## Geschiedenis
Het bisdom Pozzuoli werd opgericht in de 1e eeuw. In 1207 werd het territorium van het bisdom Cumae toegevoegd aan Pozzuoli.